# Богородица Тројеручица
Икона Богородице Тројеручице је најпоштованија икона у Хиландару и најзначајнија икона српског народа. 
По предању припада реду оних икона које је иконописао апостол и јеванђелист Лука, први сликар хришћанства. На њеној другој страни је насликан Свети Никола. Посвећени су јој Манастир Горица, Манастир Девине Воде и Манастир Дробњаци. 

## Настанак
Икона је добила име у 8. веку. У то време се појавила иконоборачка јерес, а један од њених највећих противника је био Јован Дамаскин, тада још световњак. Зато што је писао против иконоборства, одсечена му је десна рука. Држећи одсечену у здравој руци, Јован Дамаскин се целу ноћ молио пред иконом Пресвете Богородице да му исцели руку како би наставио да пише о поштовању светих икона. И чудо се заиста догодило. У знак захвалности светитељ је дао златарима да искују руку од сребра и да је поставе на икону. Након чудесног исцељења Јован Дамаскин се замонашио. Монашки живот је проводио у лаври Светог Саве Јерусалимског, у коју је понео и икону своје Добротворке - Тројеручице. У лаври су се налазиле још две светиње: чудотворна икона Богородице Млекопитатељнице и патерица - игумански штап Светог Саве Јерусалимског. Према предању, овај светитељ је на самрти прорекао да ће у манастир доћи један царски син његовог имена - Сава, и да ће по његовом поклоњењу причвршћени штап пасти на земљу. Завештао је да се новом Сави као благослов дају обе манастирске светиње. Његовом завештању Јован Дамаскин је додао своје - да се том царском сину да и икона Богородице Тројеручице.

## Преношење у Србију
Пет векова касније пророчанство Светог Саве Јерусалимског се обистинило. У лавру је дошао српски монах Сава. Док се поклањао светитељевом гробу, игумански штап је пао. Исто чудо се поновило и следећег дана. Тако су се разрешиле све сумње монаха да је српски Сава онај кога су чекали. Чудотворна икона Богородице Тројеручице је чувана уз дворове свих из Немањићке лозе. До краја 14. века је прешла са двора српског цара Душана Силног у манастир Студеницу. Почетком 15. века је Студеница постала мета турских освајача. Обавештени да Турци долазе ка манастиру, монаси су се на брзину постарали да из њега спасу највредније драгоцености. Тако су икону Богородице Тројеручице учврстили на самар једног магарета које су пустили да иде куда га води Богородичина воља. И магаре је прешло готово целу Србију и Македонију да би дошло на Свету гору, где се зауставило недалеко од Хиландара. Видевши и схвативши шта се дешава, манастирски оци су му похитали у сусрет. Када су скинули икону, магаре је пало мртво. Крајем 15. века Хиландар се нашао у тешкој ситуацији због избора новог игумана. Многобројни монаси српске, руске, грчке и бугарске националности никако нису могли да се сложе. Али за време једног вечерња се са иконе јасно чуо глас Пресвете Богородице да је она игуманија манастира. Сутрадан, на јутрењу, икона је била на игуманском месту. Мислећи да је у питању нека превара, монаси су је вратили у олтар. Међутим, и наредног дана се поновило исто. Тада су схватили да више не треба да размишљају о избору игумана, нити да померају икону са игуманског места. Тако је Богородица Тројеручица постала игуманија и заштитница Хиландара. Године 1905, на молбу заповедништва високих официра руске војске, која се налазила у рату са Јапаном, начињена је копија иконе Богородице Тројеручице. Била је послата на бојно поље као помоћ православној руској војсци. И Руси су заиста почели да односе победе. Када је између два царства склопљен мир, копија је враћена у Хиландар. Деведесетих година 20. века величанствена копија Богородице Тројеручице је стигла у Србију. Ова копија столује у храму Светог Саве на Врачару. Постављена је у посебан проскинитар који стоји у наосу храма, уз сам игумански престо. Испред ње гори непрестано велико кандило, а уље из њега је већ многе излечило од разних болести. Икона Богородице Тројеручице је прва светогорска светиња која је, и поред канонске забране, изнесена са Свете горе. Године 1993. је око петнаест дана боравила у цркви Светог Димитрија у Солуну, где ју је видело више од милион верних. Том приликом се десило још једно у низу њених чуда - слепи од рођења је у тридесет трећој години прогледао.
Песник Љубомир Симовић је написао песму Десет обраћања Богородици Тројеручици Хиландарској.

## Напомена
- Овај текст је преузет са сајта знање.org уз дозволу.